# Aenne Saefkow
Aenne Saefkow, también Änne Saefkow, (Düsseldorf, 12 de octubre de 1902-Berlín, 4 de agosto de 1962) fue una taquimecanógrafa, secretaria, política, miembro del Partido Comunista de Alemania (KPD) y miembro de la resistencia alemana al nazismo.

## Biografía

### Años tempranos
Aenne Saefkow nació con el nombre de Anna Clementine Thiebes, hija de una costurera y un carpintero. De 1908 a 1916 fue a una escuela en Düsseldorf. En 1916 asistió a cursos cortos de taquigrafía y máquina de escribir. De enero a marzo de 1917 comenzó una formación profesional en la rama de comercio.

### Primeros puestos de trabajo y compromiso político
En 1919 fue trabajadora auxiliar en la empresa Rheinmetall. Ese mismo año ingresó en la Juventud Socialista Libre (Freie Sozialistische Jugend o FSJ), que en 1925 se renombró como Liga de los Jóvenes Comunistas de Alemania (Kommunistischer Jugendverband Deutschlands o KJVD). Fue miembro de esta organización hasta 1926. De 1920 a 1922 trabajó de taquimecanógrafa para un bufete de abogados.
El 22 de septiembre de 1922, con diecinueve años, ingresó en el Partido Comunista de Alemania (KPD). En el partido también consiguió trabajo, otra vez como taquimecanógrafa, en la administración del distrito de Baja Sajonia del KPD en Hannover. Solamente tenía este puesto de trabajo en 1922 y 1923 y después, también en 1923, pasó cuatro meses estudiando en una universidad popular. De 1923 a 1925 trabajó de secretaria en la administración del distrito Bajo Rin del KPD en Düsseldorf.
En 1926 se mudó a Berlín. Allí siguió trabajando de secretaria, esta vez para la dirección nacional del KPD, de 1926 a 1933. Durante este tiempo también trabajó para la Oposición Sindical Revolucionaria (Revolutionäre Gewerkschafts-Opposition o RGO). En Berlín conoció a Wilhelm Weiß, un funcionario del RGO, que fue su marido desde 1927 hasta 1938 y con el que tuvo una hija. Se llamaba Edith y nació el 14 de enero de 1928.

### Resistencia al nazismo y trabajo en la clandestinidad
De octubre a noviembre de 1933 Aenne Saefkow trabajó en la clandestinidad para el Comité Central del KPD. (El partido había sido prohibido el 6 de marzo de 1933 por los nazis.) Saefkow taquigrafió noticiarios extranjeros, que sirvieron de fuente de información para volantes. De 1935 a 1942 trabajó para una empresa, ocupándose de la correspondencia de ésta. En 1938 se divorció de Wilhelm Weiß.
Durante su trabajo para la resistencia, Aenne Saefkow conoció a Anton Saefkow y los dos se casaron el 9 de agosto de 1941. De 1941 a 1944 Aenne Saefkow trabajó en el grupo de resistencia de su marido. Participaron en los intentos de centralizar y dirigir los grupos comunistas pequeños y aislados que todavía existían en la Alemania nazi en la clandestinidad, pero estos intentos fracasaron. También intentaron establecer células de resistencia en fábricas y en el ejército. Esto tampoco tuvo mucho éxito, pero lograron realizar algunos actos de sabotaje en empresas de armamento. El 3 de marzo de 1943 nació la segunda hija de Aenne Saefkow, llamada Bärbel.
En verano de 1944 Anton Saefkow cometió un grave error. Contrario a un acuerdo previo invitó a una persona más a un encuentro secreto del grupo de resistencia, que resultó ser un espía de la Gestapo. El grupo, que tenía más de cuatrocientos miembros, fue desintegrado y más de noventa de ellos murieron. Anton Saefkow fue condenado a muerte y ejecutado el 18 de septiembre de 1944. Aenne Saefkow fue detenida el 5 de julio de 1944 y permaneció en prisión preventiva en Potsdam hasta el 4 de marzo de 1945. El 5 de marzo de 1945 fue deportada al campo de concentración de Ravensbrück, donde permaneció hasta el 30 de abril de 1945. Fue liberada por el Ejército Rojo el 1 de mayo de 1945.

### Aenne Saefkow como política después de la Segunda Guerra Mundial
De 1945 a enero de 1947 Aenne Saefkow fue consejera para Asuntos Sociales del distrito de Berlín-Pankow. De febrero de 1947 a octubre de 1949 fue segunda alcaldesa del distrito de Berlín-Pankow. De 1947 a 1961 se comprometió en el Comité Internacional y en el Comité Alemán de Antiguos Presos Políticos del Campo de Concentración de Ravensbrück. De noviembre de 1949 a abril de 1950 fue a la Academia Alemana de Administración (Deutsche Verwaltungsakademie) y de 1950 a 1961 fue miembro de la Cámara Popular de la República Democrática Alemana (RDA). La conmemoración de las víctimas del nacionalsocialismo fue muy importante para Aenne Saefkow. Por eso se comprometió en la Asociación de los Perseguidos del Régimen Nazi (Vereinigung der Verfolgten des Naziregimes o VVN) y en el Comité de Militantes de la Resistencia Antifascistas de la RDA (Komitee der Antifaschistischen Widerstandskämpfer der DDR). Del 1 de febrero de 1953 a principios de 1956 fue alcaldesa del distrito Berlín-Prenzlauer Berg y presidenta del consejo del distrito Berlín-Prenzlauer Berg. El 4 de agosto de 1962 murió en Berlín.